# Stefania Belmondo
Stefania Belmondo (Vinadio, Itàlia 1969) és una esquiadora italiana italiana que destacà en les dècades del 1990 i del 2000 en guanyar 10 medalles olímpiques en esquí de fons.

## Biografia
Va néixer el 13 de gener de 1969 a la població de Vinadio, situada a la província de Cuneo de la Regió del Piemont.

## Carrera esportiva
Va participar en els Jocs Olímpics d'Hivern de 1988 realitzats a Calgary (Canadà), on no aconseguí cap medalla i el millor resultat fou el desè lloc en la prova de relleus 4x5 quilòmetres amb l'equip italià. En els Jocs Olímpics d'Hivern de 1992 realitzats a Albertville (França) aconseguí guanyar tres medalles olímpiques: la medalla d'or en la prova dels 30 km, la medalla de plata en la persecució 5/10 km i la medalla de bronze en els relleus 4x5 quilòmetres, a més de finalitzar quarta en els 5 km i cinquena en els 15 quilòmetres. En els Jocs Olímpics d'Hivern de 1994 realitzats a Lillehammer (Noruega) aconseguí guanyar dues medalles de bronze en les proves de persecució 5/10 km i relleus 4x5 quilòmetres, a més de finalitzar quarta en els 15 km i tretzena en els 5 quilòmetres. En els Jocs Olímpics d'Hivern de 1998 realitzats a Nagano (Japó) aconseguí guanyar dos medalles més: una medalla de plata en els 30 km i una medalla de bronze en els relleus 4x5 quilòmetres, a més de finalitzar cinquena en la persecució 5/10 km, vuitena en els 15 km i dotzena en els 5 quilòmetres. Finalment en els Jocs Olímpics d'Hivern de 2002 realitzats a Salt Lake City (Estats Units) aconseguí guanyar la medalla d'or en els 15 km, la medalla de plata en els 30 km i la medalla de bronze en els 10 km a més de finalitzar sisena en els relleus 4x5 km i onzena en la persecució 5/10 quilòmetres.
En els Jocs Olímpics d'Hivern de 2006 realitzats a Torí (Itàlia), prop de la seva ciutat natal, fou l'encarregada d'encendre el peveter olímpic durant la cerimònia d'obertura dels jocs.
Al llarg de la seva carrera ha guanyat 13 medalles en el Campionat del Món d'esquí nòrdic, destacant els ors l'any 1993 (prova de 30 km i de persecució 5/10 km), 1997 (persecució 5/10 km) i 1999 (15 km i persecució 5/10 km). En la Copa del Món d'esquí de fons aconseguí la victòria general el 1999, la victòria en la categoria d'esprint el 1997] i 23 victòries en proves d'aquesta competició.